# Massangano (Angola)
Massangano ist eine Ortschaft in Angola. Bekannt ist seine Festungsanlage aus dem 16. Jahrhundert.

## Geschichte
1580 siegten hier portugiesische Kräfte in der Schlacht von Massangano (Batalha de Massangano) über Kämpfer des Königs Kiluange des Ngola-Reiches. Unter der Führung von Paulo Dias de Novais weiteten die Portugiesen ihre Landnahme aus, wurden jedoch zurückgeschlagen. 1583 gründete der Portugiese Manuel Cerveira Pereira vermutlich zusammen mit Novais hier eine Festung. Die Portugiesen setzten sich gegen das Ngola-Reich schließlich durch, jedoch starb Novais hier 1589.
1640 griff die Ngola-Königin N’jinga das Fort an. Bei dem erfolglosen Versuch kamen mit Cambu und Fungi zwei Schwestern der Königin in portugiesische Gefangenschaft, und Fungi wurde schließlich hingerichtet. 1641 fiel Luanda an die Niederländische Ostindien-Kompanie, und die portugiesischen Truppen zogen sich nach Massangano zurück, das nun als Hauptstadt des portugiesischen Angolas fungierte, bis zur Wiedereroberung Luandas 1648.
Ende des 18. Jahrhunderts schlug die portugiesische Krone Aufstände in der brasilianischen Provinz Minas Gerais nieder. Einer der Anführer der Aufständischen, der Ingenieur und Politiker José Álvares Maciel (1760–1804), wurde in Luanda interniert, dann nach Massangano gebracht, wo er freigelassen wurde, um in der Umgebung auf sich allein gestellt zu überleben.
1923 wurde die Festung als Monumento Nacional unter Denkmalschutz gestellt. Seit 1996 ist ein Antrag auf Anerkennung als UNESCO-Welterbe gestellt.

## Verwaltung
Massangano ist eine der vier Gemeinden (Comunas) des Kreises (Município) von Cambambe, in der Provinz Cuanza Norte. Die Gemeinde hat eine Ausdehnung von 1771 km² und etwa 24.000 Einwohner (Stand Februar 2013). Neben dem Hauptort Massangano liegen 32 weitere Ortschaften in der Gemeinde.

## Wirtschaft, Infrastruktur, Gemeinwesen
Wichtigster Erwerbszweig der Gemeinde ist der Fischfang, daneben ist die Landwirtschaft von großer Bedeutung. Zu nennen ist dabei besonders der Anbau von Bananen.
Massangano ist nur über eine Pistenstraße mit der asphaltierten Überlandstraße des Kreises verbunden. In der Regenzeit ist die Gemeinde weitgehend abgeschnitten von der Außenwelt, was die Vermarktung der Bananen zeitweise unmöglich macht.
Die Gemeinde verfügt über kein Krankenhaus, so dass die Bewohner nur über lange Transportwege bis zur Kreishauptstadt Dondo entsprechende Gesundheitsversorgung erhalten können. So erfolgen die Geburten in der Regel zuhause.
Massangano verfügt über eine Schule, die jedoch nicht mit Lehrpersonal ausgestattet ist und daher nicht funktioniert (Stand 2013).